# 존헨리 크루거
존헨리 크루거(영어: John-Henry Krueger, 1995년 3월 27일~)는 미국 태생 헝가리의 쇼트트랙 선수이다. 전미 선수권 대회 500m, 1000m, 1500m 종목에서 우승하였다. 2018년 동계 올림픽을 앞두고 네덜란드 헤이렌베인에서 네덜란드 쇼트트랙 선수단 코치인 요룬 오터르에게 훈련을 받았으며, 미국 국가대표로 출전하여 1000m, 1500m 개인종목과 5000m 계주종목에 나섰다. 그 중 남자 1000m 종목에서 은메달을 땄다.

## 생애
미국 펜실베이니아주 피츠버그에서 브라이언 크루거와 하이디 크루거의 아들로 태어났다. 피터스타운십에서 자란 그는 다섯 살 때부터 스케이트를 배웠으며 형 콜 크루거와 함께 피츠버그 스피드스케이팅 클럽에 합류하였다. 어머니 하이디는 클럽의 코치로 전 올림픽 선수 에릭 플레임의 지도를 받았고, 훈련을 위해 일주일에 두 번씩 워싱턴 D.C.로 아들들을 데려가 연습시켰다고 한다.
2012년에 미국 주니어 국가대표로 발탁되어 오스트레일리아 멜버른에서 열린 2012년 세계 주니어 선수권 대회에서 메달 3개를 획득하였다. 이후 2014년 동계 올림픽 미국 국가대표 선발전에서도 무난하게 통과하며 올림픽 기대 유망주로 떠올랐으나, 대회 기간에는 돼지 인플루엔자에 시달려 최악의 컨디션을 지녀야 했다. 1500m 준결승에서는 두 번이나 넘어지며 경기를 날렸고, 의사의 권고로 남은 경기를 포기해야 했다. 크루거는 이 당시를 "인생 최악의 순간"이라 회상했다.
2016년에는 대한민국에서 1년간 전지훈련을 했고, 2017년부터는 네덜란드 헤이렌베인으로 넘어가 그곳에서 거주하면서 올림픽 대비훈련에 들어갔다. 2017년 11월 크루거는 J.R. 첼스키, 토마스 홍, 키스 캐롤 주니어와 함께 쇼트트랙 5000m 계주종목 세계신기록을 경신하였다. 
2018년 2월 평창 동계올림픽에서는 남자 1000m, 1500m, 5000m 계주 종목에 미국 국가대표로 출전하였으며, 남자 1000m 종목에서 은메달을 획득하였다.
2018년 평창 동계올림픽이 끝나고 귀화하고 싶다는 생각을 밝혔으며, 5월 1일 헝가리로 귀화하였다.